# The 69 Eyes
The 69 Eyes is een Finse (gothic) rockband.

## Geschiedenis
De band ontstond begin 1990. Aanvankelijk speelde men garagerock. Zelf omschreven ze het als garage glam. Eind 1990 werd de band steeds meer beïnvloed door gothic rock, horrorpunk en gothic metal.

## Bandleden
- Archzie, basgitarist (1990-heden)
- Bazie, gitarist (1990-heden)
- Jussi69, drummer (1990-heden)
- Jyrki 69, zanger (1990-heden)
- Timo-Timo, gitarist (1990-heden)

## Discografie

### Albums
- Bump'n'Grind (1992)
- Motor City Resurrection (1995)
- Savage Garden (1995)
- Wrap Your Troubles in Dreams (1997)
- Wasting the Dawn (1999)
- Blessed Be, cd (2000)
  - Blessed Be – Limited Collectors' Edition, dubbel-cd (2001)
- Paris Kills (2002)
- Framed in Blood – The Very Blessed of the 69 Eyes (2003)
- Devils (2004)
- Motor City Resurrection (2005)
- Angels
  - Angels – Limited Collectors' Edition, cd + dvd (2007)
- Hollywood Kills (2008)
- Back in Blood (2009)

### Lp's
- Bump'n'Grind (1992)
- Paris Kills (2002)

### Dvd's
- Helsinki Vampires dvd (2003) – Liveoptreden van 2002